# خوان مانوئل کوبو
خوان مانوئل کوبو (انگلیسی: Juan Manuel Cobo؛ زادهٔ ۲۶ نوامبر ۱۹۸۴) بازیکن فوتبال اهل آرژانتین است.
از باشگاه‌هایی که در آن بازی کرده‌است می‌توان به باشگاه فوتبال الچه و باشگاه فوتبال آرژانتینوس جونیورز اشاره کرد.